# Kanton Niort-2
Niort-2 is een kanton van het Franse departement Deux-Sèvres. Het kanton maakt deel uit van het arrondissement Niort. Het werd opgericht bij decreet van 18 februari 2014 met uitwerking op 22 maart 2015 met Niort als hoofdplaats.

## Gemeenten
Het kanton omvat uitsluitend een (zuidoostelijk) deel van de gemeente : Niort